# اريك كوريا ريفيرا
اريك كوريا ريفيرا (بالإنجليزية: Eric Correa Rivera)‏ هو سياسي أمريكي، ولد في 5 أبريل 1975 في بورتوريكو. حزبياً، نشط في الحزب التقدمي الجديد.